# وليس (كعيدنة)

تعديل مصدري - تعديل

وليس هي إحدى قرى عزلة السكابة والحماريين بمديرية كعيدنة التابعة لمحافظة حجة، بلغ تعداد سكانها 173 نسمة حسب تعداد اليمن لعام 2004.